# Развод по италиански
„Развод по италиански“ (на италиански: Divorzio all'italiana) е италианска комедия от 1961 г.а на режисьора Пиетро Джерми с участието на Марчело Мастрояни и Стефания Сандрели.

## Сюжет
Фефе (Марчело Мастрояни) е сицилиански благородник, отегчен от съпругата си Розалия (Даниела Рока). Той се влюбва в младата си братовчедка Анджела (Стефания Сандрели), но разводът в Италия през 1960-те г. е невъзможен и той решава да убие жена си. Присъдата му ще бъде много лека, ако докаже, че го е направил, за да защити честта си, като напр. че е заварил жена си с чужд мъж. Ето защо баронът започва трескаво да търси любовник за Розалия.

## В ролите
| Изпълнител        | Роля               |
| ----------------- | ------------------ |
| Марчело Мастрояни | Фердинандо Чефалу  |
| Даниела Рока      | Розалия Чефалу     |
| Стефания Сандрели | Анджела            |
| Леополдо Триесте  | Кармело Патане     |
| Одоардо Спараду   | Дон Гаетано Чефало |
| Маргерита Джирели | Сисина             |
| Анжела Кардиле    | Агнезе             |
| Ланду Боцанка     | Розарио Муле       |

## Награди и номинации
- 1962 Филмов фестивал в Кан – Награда за най-добра комедия.
- 1963 Оскар – Награда за най-добър оригинален сценарий (Енио Де Кончини, Пиетро Джерми и Алфредо Джанети).
- 1963 Оскар – Номинация за най-добра мъжка роля (Марчело Мастрояни).
- 1963 Оскар – Номинация за най-добър режисьор (Пиетро Джерми).